# الدامون (فلسطين)
الدامون، كانت قرية عربية فلسطينية تقع على بعد 11.5 كم (7.1 ميل) من مدينة عكا. هُجر أهلها خلال حرب 1948. بلغ عدد سكان القرية 1,310 نسمة في 1945، معظمهم من المسلمين والبقية من المسيحيين. ويحد الدامون نهر النعامين (نهر بيلوس)، الذي استخدمه سكان القرية كمصدر للري، بينما اعتمدوا على الآبار المقامة لأجل مياه الشرب.

## تاريخها
أظهرت الحفريات في الموقع شقفاً فخارياً يعود تاريخه إلى العصر البرونزي المتأخر، وحتى العصور الإسلامية المبكرة والصليبية والمملوكية والعثمانية. وقد تكون قرية الدامون هي المذكورة خلال العصر الروماني في الجليل الأسفل.
ذُكرت الدامون في المصادر العربية والفارسية المبكرة من القرن الحادي عشر الميلادي. ويروي السرد المحلي للقرية أن بها قبر النبي ذو الكفل الذي ورد ذكره في القرآن مرتين. على الرغم من أن السرديات الإسلامية تذكر أن القبر يقع في الكفل بالقرب من النجف أو كفل حارس بالقرب من نابلس، إلا أن ناصر خسرو، الذي زار المنطقة في 1047م، كتب «بلغ ركبنا بلدة مغارك التي تسمى الدامون وزرنا قبر ذي الكفل».
استولى الصليبيون على الدامون، الذين أطلقوا عليها اسم «دمر» أو «دامور»، أثناء غزوهم للشام في 1099؛ وبقيت في أيديهم على عكس معظم فلسطين التي استعادها الأيوبيون في عهد السلطان صلاح الدين الأيوبي في 1187م. باع جون أليمان، لورد قيصرية، عدة قرى، بما في ذلك الدامون، إلى فرسان الإسبتارية في 1253م. وقد ورد ذكرها كجزء من أراضي الصليبيين في اتفاقية الهدنة بين الصليبيين المقيمين في عكا والمماليك في عهد السلطان المنصور قلاوون في 1283.

### العصر العثماني
ضُمت الدامون، كباقي فلسطين، إلى الدولة العثمانية في 1517، وكانت القرية تقع في ناحية عكا في تعداد 1596، وجزء من سنجق صفد. يتألف السكان من 33 أسرة وعازبين، جميعهم من المسلمين. ودفع السكان ضريبة ثابتة بنسبة 20% على القمح والشعير وأشجار الفاكهة والقطن والماعز والمناحل، بالإضافة إلى «العائدات العرضية»؛ حيث بلغ إجمالي الإيرادات 6,045 آقجة.
كانت القرية تحكمها عشيرة الزيداني العربية حتى أواخر القرن الثامن عشر، والتي برزت في الجليل ضمن خلال حملات الشيخ ظاهر العمر. ويعود نسبهم إلى قبيلة الزيدانية التي هاجرت من الحجاز إلى فلسطين. بنى مسجد القرية علي بن صالح أحد سكان الدامون، وهو أيضاً عم ظاهر، في 1722-1723. دلت النقوش الموجودة على المسجد على نسب آل الزيداني وتضمنت قصيدة مهداة لابن صالح.
أشار جيوفاني ماريتي في أواخر 1700، إلى أنه كان يوجد حول الدامون وميعار «واديان بهيجان، تزينهما بساتين وشجيرات برية. ويتمتع الفلاحون الذين يعيشون في الضياع المجاورة بوضع أكثر رضا.» أظهرت خريطة لبيير جاكوتين زمن حملة نابليون في 1799 الموضع المسمى الدامون.
ازدهرت الدامون في 1875، وكان عدد سكانها حوالي 800 نسمة، معظمهم من المسلمين، وبها مسجدان. بالإضافة إلى قبر ذي الكفل المحتمل، وكان هناك ضريح مخصص للشيخ عبد الله على تلة مجاورة. وأسس العثمانيون مدرسة ابتدائية للبنين في 1886.
أظهر تعداد السكان من حوالي 1887 أن عدد سكان الدامون كان حوالي 725 نسمة؛ جميعهم مسلمون.

### الانتداب البريطاني
بلغ عدد سكان الدامون 727 نسمة في وقت تعداد فلسطين في 1922، منهم 687 مسلماً و40 مسيحياً. وكان جميع المسيحيين من الروم الكاثوليك. ارتفع عدد السكان في إحصاء 1931 إلى 917 نسمة: 870 مسلماً و47 مسيحياً، يعيشون في 183 منزلاً.
كانت بيوت الدامون متجمعة على طول طريق واحد في بداية القرن العشرين، وابتداءً من 1935 شرع السكان في بناء بيوتهم بالخرسانة المسلحة. وكانوا يحصلون على مياه الشرب من الينابيع القريبة، ويسقون بعض محاصيلهم من نهر النعامين. كما شاركوا في الأنشطة المجتمعية، وخاصة ضفر الحُصر والسلال من عشب الحلف. وكانت المحاصيل الرئيسية في الدامون هي القمح والذرة الرفيعة والشعير والزيتون، لكنها اشتهرت أيضاً بالبطيخ والشمام.
بلغ عدد سكان الدامون 1,310 نسمة خلال إحصاء 1945، منهم 1,240 مسلماً و70 مسيحياً، وبلغت المساحة الإجمالية لأراضي القرية 20,357 دونماً حسب المسح الرسمي للأراضي والسكان. منها 709 دونماً كانت عبارة عن مزارع وأراضي قابلة للري، و17,052 دونماً لزراعة الحبوب، في حين شَكَل 111 دونماً أراضي مبنية (حضرية).
احتفظت الهاغاناه بملفات عن جميع القرى الفلسطينية قبل الحرب العربية الإسرائيلية في 1948. وأدرج سجل الدامون لعام 1947 أسماء 25 شخصاً يشتبه في تورطهم مع الحركة الوطنية الفلسطينية. ذكرت تقارير الهاغاناه في أبريل 1948، أن ابن مالك الأرض المحلي الرئيسي، صادق كرمان، دفع لحامية جيش الإنقاذ المحلي مبلغ 5000 جنيه إسترليني للمغادرة، في محاولة على الأرجح لمنع القرية من التورط في معارك حرب فلسطين 1948.

### حرب 1948
تحركت وحدات من لواء شيفع التابع للهاغاناه غرباً، بعد الانتصارات الإسرائيلية الأولية في الجليل الأوسط خلال المرحلة الأولى من عملية ديكل، واستولت على الدامون، من بين بلدات عربية أخرى، خلال المرحلة الثانية من العملية في 15-16 يوليو 1948. ومع ذلك، فإن المؤرخ الفلسطيني، عارف العارف، يؤرخ الاستيلاء عليها في وقت سابق من مايو 1948، بعد سقوط عكا. وقال المؤرخ الإسرائيلي بيني موريس إن معنويات السكان أصيبت بالإحباط بسبب سقوط عكا ثم الناصرة، ولذلك فروا أثناء القصف الذي سبق الهجوم على القرية. وطُرد من تبقى من السكان ودُمرت الدامون بالكامل بحسب المؤرخين.
ضُمت المنطقة إلى دولة إسرائيل في أعقاب الحرب. واستُخدمت أراضي القرية للزراعة من قبل سكان كيبوتس يسعور، الذي بُني على أرض البروة. كانت الدامون من بين القرى الفلسطينية التي نُظمت فيها مسيرات العودة التذكارية، عادةً كجزء من ذكرى النكبة، مثل المظاهرات التي نظمتها جمعية الدفاع عن حقوق المهجرين داخلياً.
وفقاً للمؤرخ الفلسطيني وليد الخالدي في 1992، كان الموقع «مغطى بالأشواك والصبار وأشجار الزيتون والصنوبر. ويتناثر حوله الركام الحجري والخرساني. والبناء الذي كان يحمي مصدر المياه المركزي وينظم تدفقه في السابق لا يزال مهملاً ومتهدماً في عدة أماكن. والمقبرة قائمة، على الرغم من تهدم الشواهد الموجودة فوق بعض القبور.» كتب المؤرخ البريطاني أندرو بيترسن أن القرية كان بها عدد من المنازل الحجرية التي ترجع إلى القرن الثامن عشر أو التاسع عشر، وكان بعضها تعلوها واجهات مزخرفة.

## نزوح سكان القرية
نزح سكان القرية من بعد طردهم وتدمير قريتهم، فغادر حوالي نصفهم إلى لبنان حيث يسكنون هناك حتى اليوم في صور ومخيم نهر البارد ومخيم البداوي ومخيم البص؛ ويسكن النصف الآخر المتبقي في فلسطين في مناطق مختلفة من الجليل مثل كابول وطمرة وإعبلين وشفا عمرو ومجد الكروم وشعب وغيرها. وهم ممنعون من العودة إلى أرضهم أو استخدامها لأي غرض كان.